# 2024년 동계 청소년 올림픽
2024 강원 동계 청소년 올림픽(영어: 2024 Winter Youth Olympics, 영어: IV Winter Youth Olympic Games)은 2024년 1월 19일부터 2월 1일까지 대한민국 강원특별자치도에서 개최된 제4회 동계 청소년 올림픽이다.
2020년 1월 제135차 IOC 총회에서 개최지가 결정되었다. 대한민국의 청소년 올림픽 개최는 이번이 처음이며, 동계 올림픽으로는 2018년 평창 동계 올림픽에 이어 두 번째이자 해당 대회와 동일한 장소에서 개최한 대회, 아시아에서 최초로 개최된 동계 청소년 올림픽이기도 하다.

## 개최지 선정
국제 올림픽 위원회(IOC)는 2020년 1월 10일 스위스 로잔에서 열린 제135차 IOC 총회에서 단독 후보인 강원도를 2024년 동계 청소년 올림픽 개최 도시로 선정했다.
| 2024년 동계 청소년 올림픽 개최권 투표 결과 | 2024년 동계 청소년 올림픽 개최권 투표 결과 | 2024년 동계 청소년 올림픽 개최권 투표 결과 |
| ------------------------------------------ | ------------------------------------------ | ------------------------------------------ |
| 도시                                       | NOC                                        | 전체 득표 수                               |
| 강원특별자치도                             | 대한민국                                   | 79                                         |
| 반대                                       | 반대                                       | 2                                          |
| 기권                                       | 기권                                       | 1                                          |

### 입후보 도시
- 대한민국
  - 강원도 - 최문순 강원도지사는 2018 평창동계올림픽의 뒤를 이어가기 위해 2024년 동계 청소년 올림픽 개최 의향표명서를 제출하였다.[1] 이후 2019년 12월 5일. 국제올림픽위원회 집행위원회는 올림픽 개최에 대한 대한체육회의 제안 권고 승인에 따라 구체적인 논의를 시작하였다.[2] 그리고 2021년 12월 10일, 원격 집행위원회 회의에서 동계 청소년 올림픽에 대한 구체적인 추진 계획이 발표되었는데 대부분의 종목과 경기장은 2018 평창동계올림픽과 유사하게 진행되며 강릉원주대학교와 정선 하이원리조트를 선수촌으로 선정하는 구체적 방향이 발표되었다.[3]

### 입후보를 포기한 도시
- 루마니아
  - 브라쇼브 - 브라쇼브는 2013 유럽 동계 청소년 올림픽 유치와 2020년 동계 청소년 올림픽 유치신청을 한 이력을 바탕으로 2024년 동계 청소년 올림픽 유치에 대한 가능성을 표명하였으나 입후보에는 하지 않았다.[4]
- 불가리아
  - 소피아 - 지난 2018년, 토마스 바흐 국제올림픽위원회 위원장의 불가리아 방문 이후 불가리아 총리인 보이코 보리소프는 올림픽 유치를 추진하였다.[5] 수도인 소피아는 1992년 동계 올림픽과 1994년 동계 올림픽 개최를 추진하였으나 개최 유치에는 성공하지 못하였으며 2016년 동계 청소년 올림픽 유치에는 국제올림픽위원회의 요구 요건을 충족하지 못하여 유치를 하지 못하였다.
- 스페인
  - 그라나다
- 아르헨티나
  - 우수아이아 - 2018년 하계 청소년 올림픽 개최 당시, IOC 위원장인 토마스 바흐는 우수아이아를 방문하여 시설과 산악지형을 보고 2024년 동계 청소년 올림픽 개최에 대한 논의를 하였다.[6] 이와 함께 아르헨티나 올림픽 위원회는 부에노스아이레스 청소년 올림픽 이후 추가 올림픽 유치를 검토하였으며 안데스산맥에 있는 파타고니아 지역을 동계 올림픽 개최지역으로 검토를 하였다.[7]
- 중화인민공화국
  - 하얼빈 또는 창춘

### 입후보가 거절된 도시
- 러시아
  - 소치 - 세계 반도핑 기구(WADA)는 2019년 12월 9일에 공개된 공식 성명을 통해 러시아에서 일어난 국가 차원의 도핑 스캔들에 관한 징계 조치에 따라 러시아가 국제 스포츠 행사에 입후보하는 것을 금지했다. 이는 국제 올림픽 위원회(IOC)가 러시아의 올림픽 입후보 신청을 거절했음을 의미한다.

## 경기장 및 시설
2024년 동계 청소년 올림픽은 강릉시, 평창군, 정선군, 횡성군에서 개최될 예정이다. 이번 대회는 올림픽 어젠다 2020을 따른 대회로, 2018년 평창 동계 올림픽 당시에 사용되었던 레거시 시설들을 상당수 재활용할 전망이다.

### 평창 마운틴 클러스터
- 용평돔 - 개회식
- 평창 알펜시아 스키점프 경기장 - 스키점프, 노르딕 복합
- 평창 알펜시아 바이애슬론 센터 - 바이애슬론, 크로스컨트리, 노르딕복합
- 평창 알펜시아 슬라이딩 센터 - 봅슬레이, 스켈레톤, 루지
- 용평리조트 - 알파인 스키
- 하이원 리조트 - 알파인 스키, 모굴스키, 프리스타일 스키
- 횡성 웰리힐리파크 스노우파크 - 스노보드 종목

### 강릉 코스탈 클러스터
- 강릉올림픽파크 - 폐회식
- 강릉 아이스 아레나 - 피겨 스케이팅, 쇼트트랙 스피드 스케이팅
- 강릉 스피드스케이팅 경기장 - 개회식, 스피드 스케이팅
- 강릉 하키 센터 - 아이스하키
- 강릉 컬링 센터 - 컬링

### 선수촌
- 강릉원주대학교 선수촌 - 국립대학교 4년제
- 하이원리조트 - 스키 리조트 운영 및 올림픽 경기 진행

## 경기 종목
2024년 강원 동계 청소년 올림픽의 경기 종목은 총 7개 스포츠 15개 종목, 81개 세부종목으로 구성된다. 이번 대회는 올림픽 대회 역사상 처음으로 경기 종목상에서의 성평등 규칙이 적용되는 대회가 되었다. 이에 따라 각 정식 종목의 남녀 종목수가 각각 34개로, 특정 성별에 치우지지 않고 동일하게 유지된다. 또 2021년 IOC는 역대 대회에서 국적 혼합 선수단 (Mixed-NOC)이 결성되는 경기가 있었던 데 반해, 이번 대회에서는 처음으로 각국 선수단으로만 출전하는 경기들로 운영될 예정이라고 밝혔다.
지난 대회와 비교했을 때 크로스컨트리 스키와 노르딕 복합에서 혼성 종목이 추가되었으며, 쇼트트랙에서는 1,500m 개인 종목 2개가 신설된다. 다만 크로스컨트리 스키의 경기수가 7개에서 5개로 소폭 감소하였다.
- 알파인스키 (9) (자세히)
- 바이애슬론 (6) (자세히)
- 봅슬레이 (2) (자세히)
- 크로스컨트리 (5) (자세히)
- 컬링 (2) (자세히)
- 피겨스케이팅 (5) (자세히)
- 프리스타일 (12) (자세히)
- 아이스하키 (4) (자세히)
- 루지 (5) (자세히)
- 노르딕복합 (3) (자세히)
- 쇼트트랙 (7) (자세히)
- 스켈레톤 (2) (자세히)
- 스키점프 (3) (자세히)
- 스노보드 (9) (자세히)
- 스피드스케이팅 (7) (자세히)

## 참가국
2024년 동계 청소년 올림픽 참가국은 78개국에 달하며 아래 목록은 적어도 한 명 이상의 선수가 참여한 국가를 나열해 놓았다. 괄호 안의 숫자는 참가 자격을 가진 선수의 수를 뜻한다. 알제리, 나이지리아, 푸에르토리코, 튀니지, 아랍에미리트 5개국은 이번 대회를 시작으로 동계 청소년 올림픽에 처음 참가했다. 알바니아는 원래 선수 1명을 출전시킬 계획이었으나 대회 개막 이전에 철회하여 무산되었다.
- 그리스 (14)
- 나이지리아 (6)
- 남아프리카 공화국 (1)
- 네덜란드 (27)
- 네팔 (2)
- 노르웨이 (48)
- 뉴질랜드 (22)
- 대한민국 (102) (개최국)
- 덴마크 (21)
- 독일 (90)
- 라트비아 (45)
- 레바논 (5)
- 루마니아 (33)
- 리투아니아 (13)
- 리히텐슈타인 (2)
- 멕시코 (13)
- 모나코 (1)
- 몬테네그로 (2)
- 몰도바 (5)
- 몽골 (12)
- 미국 (101)
- 벨기에 (2)
- 보스니아 헤르체고비나 (6)
- 북마케도니아 (4)
- 불가리아 (15)
- 브라질 (17)
- 산마리노 (1)
- 세르비아 (7)
- 스웨덴 (53)
- 스위스 (71)
- 스페인 (29)
- 슬로바키아 (49)
- 슬로베니아 (29)
- 싱가포르 (2)
- 아랍에미리트 (2)
- 아르메니아 (3)
- 아르헨티나 (7)
- 아이슬란드 (7)
- 아일랜드 (4)
- 안도라 (1)
- 알제리 (1)
- 에스토니아 (24)
- 영국 (39)
- 오스트레일리아 (47)
- 오스트리아 (61)
- 우즈베키스탄 (2)
- 우크라이나 (44)
- 이란 (5)
- 이스라엘 (1)
- 이탈리아 (74)
- 인도 (1)
- 일본 (69)
- 자메이카 (3)
- 조지아 (6)
- 중화인민공화국 (55)
- 중화 타이베이 (19)
- 체코 (62)
- 칠레 (12)
- 카자흐스탄 (41)
- 카타르 (2)
- 캐나다 (79)
- 케냐 (2)
- 코소보 (2)
- 콜롬비아 (5)
- 크로아티아 (9)
- 키르기스스탄 (3)
- 키프로스 (3)
- 태국 (19)
- 튀니지 (3)
- 튀르키예 (24)
- 포르투갈 (6)
- 폴란드 (48)
- 푸에르토리코 (1)
- 프랑스 (65)
- 핀란드 (51)
- 필리핀 (3)
- 헝가리 (33)
- 홍콩 (3)

## 메달 집계
| 순위 | 국가           | 금메달 | 은메달 | 동메달 | 합계 |
| ---- | -------------- | ------ | ------ | ------ | ---- |
| 1    | 이탈리아       | 11     | 3      | 4      | 18   |
| 2    | 독일           | 9      | 5      | 6      | 20   |
| 3    | 대한민국       | 7      | 6      | 4      | 17   |
| 4    | 프랑스         | 7      | 5      | 6      | 18   |
| 5    | 중화인민공화국 | 6      | 9      | 3      | 18   |
| 6    | 미국           | 5      | 11     | 5      | 21   |
| 7    | 오스트리아     | 5      | 6      | 5      | 16   |
| 8    | 스웨덴         | 4      | 4      | 3      | 11   |
| 9    | 영국           | 4      | 1      | 1      | 6    |
| 10   | 일본           | 3      | 4      | 8      | 15   |
| 11   | 캐나다         | 3      | 2      | 1      | 6    |
| 12   | 네덜란드       | 3      | 1      | 1      | 5    |
| 13   | 핀란드         | 3      | 0      | 4      | 7    |
| 14   | 라트비아       | 2      | 3      | 1      | 6    |
| 14   | 슬로베니아     | 2      | 3      | 1      | 6    |
| 16   | 덴마크         | 1      | 3      | 0      | 4    |
| 17   | 뉴질랜드       | 1      | 2      | 4      | 7    |
| 18   | 스위스         | 1      | 1      | 7      | 9    |
| 19   | 체코           | 1      | 1      | 2      | 4    |
| 20   | 카자흐스탄     | 1      | 0      | 2      | 3    |
| 20   | 폴란드         | 1      | 0      | 2      | 3    |
| 22   | 헝가리         | 1      | 0      | 1      | 2    |
| 23   | 노르웨이       | 0      | 4      | 3      | 7    |
| 24   | 오스트레일리아 | 0      | 2      | 1      | 3    |
| 25   | 슬로바키아     | 0      | 1      | 2      | 3    |
| 26   | 우크라이나     | 0      | 1      | 1      | 2    |
| 27   | 태국           | 0      | 1      | 0      | 1    |
| 27   | 튀르키예       | 0      | 1      | 0      | 1    |
| 27   | 튀니지         | 0      | 1      | 0      | 1    |
| 30   | 루마니아       | 0      | 0      | 1      | 1    |
| 30   | 스페인         | 0      | 0      | 1      | 1    |
| 30   | 브라질         | 0      | 0      | 1      | 1    |
| 합계 | 합계           | 81     | 81     | 81     | 243  |

## 방송
- 대한민국 - KBS 1TV, KBS 2TV, KBS NEWS D, MBC TV, MBC 뉴스 NOW, SBS TV, SBS 모바일 24
- 미국 - NBC
- 영국 - BBC
- 일본 - NHK
- 중화인민공화국 - CCTV